# جون برادي (لاعب كرة قدم)
جون برادي (بالإنجليزية: Jon Brady) (14 يناير 1975 بنيوكاسل في أستراليا - ) هو لاعب كرة قدم أسترالي في مركز جناح. شارك مع منتخب أستراليا لكرة القدم. أما مع النوادي، فقد لعب مع روشدين ودايموندز وستيفيناغ بوروه وسوانزي سيتي وكامبريدج يونايتد ونادي برينتفورد ونادي هيرفورد وويكمب وندررز ونادي تشستر سيتي ونادي هايز ونادي كيترينغ تاون ونادي كيدرمينستر هاريرز لكرة القدم ونادي وكينغ وBrackley Town F.C. ‏ وFK Mjølner ‏.

## وصلات خارجية
- جون برادي على موقع قاعدة بيانات كرة القدم.إي يو (الإنجليزية)
- جون برادي على موقع Soccerbase.com (لاعب) (الإنجليزية)